# Sauðárkrókurs flygplats
Sauðárkrókurs flygplats, isländska: Alexandersflugvöllur, är en flygplats i republiken Island.   Den ligger i regionen Norðurland vestra i den nordvästra delen av landet. Sauðárkrókurs flygplats ligger 1 meter över havet. Banan är över 2 000 meter lång.
Ursprungligen byggdes en flygplats vid Borgarsandur 1949. En ny flygplats byggdes på 1980-talet och togs i bruk den 23 oktober 1976. 1988 hölls en flygfestival på Sauðárkrókurs flygplats, och flygplatsen fick då namnet Alexander Airport, på isländska Alexandersflugvöllur, till ära av Alexander Jóhannesson, universitetsrektor och pionjär inom flyget. Han växte upp i Sauðárkrókur och var passagerare på det första planet som landade där, när sjöflygplanet Súlan landade framför Villa Nova Sauðárkrókurs flygplats sommaren 1928. Den första landflygplanet landade på Borgarsandur 1938 och det var Agnar Kofoed-Hansen som flög det.